# Acrophymus acuticercus
Acrophymus acuticercus är en insektsart som beskrevs av Naskrecki 1995. Acrophymus acuticercus ingår i släktet Acrophymus och familjen gräshoppor. Inga underarter finns listade i Catalogue of Life.